# Jim Dodge
Jim Dodge va néixer a Santa Rosa (Califòrnia) el 1945 i és un novel·lista i poeta nord-americà que en les seves obres combina temes de folklore i fantasia situats en un present atemporal. Ha publicat tres novel·les —Fup, Not Fade Away, i Stone Junction— i una col·lecció de poesia i prosa, Rain on the River.

## Biografia
Dodge va néixer el 1945 i va créixer en un ambient militar (subcultura "military brat" dels EUA) en una base aèria. D'adult va viure molts anys en una comuna gairebé autosuficient del comtat californià de Sonoma. Va tenir moltes feines, incloent-hi recol·lector de pomes, col·locador de moquetes, professor, jugador professional, pastor d'ovelles, llenyataire i restaurador del medi ambient. Va obtenir un màster en belles arts en escriptura creativa en un taller d'escriptors de la Universitat d'Iowa l'any 1969. Ha estat el director del programa d'escriptura creativa del Departament d'Anglès de la Humboldt State University (Arcata, Califòrnia) des de 1995. Viu a Manila (Califòrnia) amb la seva dona i el seu fill.
Alguns assaigs de Dodge tracten el tema del bioregionalisme.

## Llibres
- Fup, 1983 (edició catalana: Fut, Edicions de 1984, 2009). Un ànec, anomenat Fut, viu en una granja amb un vell que es creu immortal gràcies al whisky casolà que beu. La recepta del whisky, també coneguda com a "Old Death Whisper" (Vell sospir de mort), la hi va donar un indi moribund.

- Not Fade Away, 1987. "Floorboard" George Gastin forma part de l'estafa a una asseguradora per destruir un Cadillac blanc de l'any 59 que estava en perfecte estat i pensat com a regal d'un admirador al cantant The Big Bopper. Floorboard George té altres idees i, quan desapareix amb el cotxe, gàngsters i policies comencen a empaitar-lo. A la carretera va trobant personatges bojos, autoestopistes i predicadors dements mentre recorre molts kilòmetres i estats mentals en la seva recerca de l'esperit veritable del rock 'n' roll.

- Stone Junction, 1990. El viatge de Daniel Pearse de la joventut a l'adultesa a través de la màgia, el caos i el misticisme està guiat per l'AMO (Alliance of Magicians and Outlaws), una organització misteriosa. Un seguit d'aprenentatges ensenyen a Daniel a meditar, obrir caixes fortes, jugar a pòquer i ser invisible.

- Rain on the River, 2002. Poemes i proses selectes de 1970 al 2001.